# Neil Young (Fußballspieler, 1944)
Neil James Young (* 17. Februar 1944 in Fallowfield, Manchester; † 3. Februar 2011 in Manchester) war ein englischer Fußballspieler. Der Stürmer, der über 400 Spiele im englischen Profifußball bestritt, erlebte seine erfolgreichste Zeit bei Manchester City.

## Sportlicher Werdegang
Young schloss sich als Nachwuchsspieler 1959 Manchester City an. Ein Jahr später unterschrieb er seinen ersten Profivertrag und debütierte im November des folgenden Jahres in der First Division. Schnell Stammspieler in der Angriffsreihe stieg er mit der Mannschaft 1963 in die Second Division ab, blieb dem Klub jedoch treu. 1966 gelang der Wiederaufstieg, mit 14 Saisontoren trug er dazu entscheidend bei. Bereits zwei Jahre später duellierte sich sein Klub mit dem Ortsrivalen Manchester United um den Meistertitel. Erneut regelmäßiger Torschütze mit 19 Saisontoren führte er den von Joe Mercer trainierten Klub als bester vereinsinterner Schütze vor Francis Lee und Colin Bell in der Football League First Division 1967/68 zur zweiten Meisterschaft der Vereinsgeschichte. Im folgenden Jahr stand er mit der Mannschaft im Finale des FA Cup gegen Leicester City. Beim 1:0-Erfolg erzielte er den spielentscheidenden Treffer. Damit war die Mannschaft für den Europapokal der Pokalsieger 1969/70 qualifiziert, wo sie ins Endspiel einzog. Beim 2:1-Sieg gegen den polnischen Vertreter Górnik Zabrze zählte er ebenfalls zu den Torschützen.
Nach dem Tod seines Bruders 1970 ließen Youngs Leistungen nach. In der Folge verlor er seinen Stammplatz und wurde Anfang 1972 zu Preston North End in die Second Division transferiert. 1974 zog er zum AFC Rochdale in die Fourth Division weiter, wo er seine Karriere beendete.
Young starb im Februar 2011 an Krebs.